# Jack Vard
Jack Vard (ur. 29 maja 1926 w Dublinie, zm. 13 kwietnia 1998 tamże) – irlandzki zapaśnik walczący w stylu wolnym. Olimpijczyk z Helsinek 1952, gdzie zajął siedemnaste miejsce w kategorii do 67 kg.
Mistrz Wielkiej Brytanii w 1949 i 1951 roku.

## Letnie Igrzyska Olimpijskie 1952
| Konkurencja      | Rundy eliminacyjne   | Rundy eliminacyjne       | Klas. końcowa |
| Konkurencja      | Przeciwnik I         | Przeciwnik II            | Miejsce       |
| ---------------- | -------------------- | ------------------------ | ------------- |
| 67 kg styl wolny | Dick Garrard (AUS) P | Jay Thomas Evans (USA) P | 17.           |